# Centotre (casa discografica)
La Centotre è stata una casa discografica italiana minore attiva dal 1968, creata come polo discografico della Edizioni Musicali Centotre.

## Storia
L'atto di fondazione societario fu stipulato il 26 luglio 1968. Nel corso della propria esistenza, la sede fu spostata varie volte; dapprima in via Binda 33, Milano, gli uffici storici furono poi in Galleria del Corso. Infine, in un nuovo assetto aziendale, l'azienda si spostò in via Minghetti 414 a Vergato (Bologna). Accadde nel 1974, quando fu acquistata da Luigi Barion, ex presidente dell'Associazione fonografici italiani.
Il suo logo storico era composto dai 3 numeri della cifra con la scritta centotre all'interno dell'ovale dello zero.
Dopo un periodo di inattività editoriale (salva la ristampa di vecchi successi), nel 2011 venne ceduta a Marco e Donata Moschitta, editori di altro settore (libri) sotto l'etichetta Bulgarini di Firenze. Il catalogo passa così a Emmebiedizioni e la sede si trasferisce a Firenze, in via San Domenico 13; la società si trasforma quindi in un provider di servizi multimediali.

## Catalogo
Fondata nel 1968, pubblicò inizialmente dischi di musica beat per poi allargare il proprio catalogo ad artisti di diversi generi, fino ad acquisire e includere successi del passato.